# كازاماورا (آوموري)

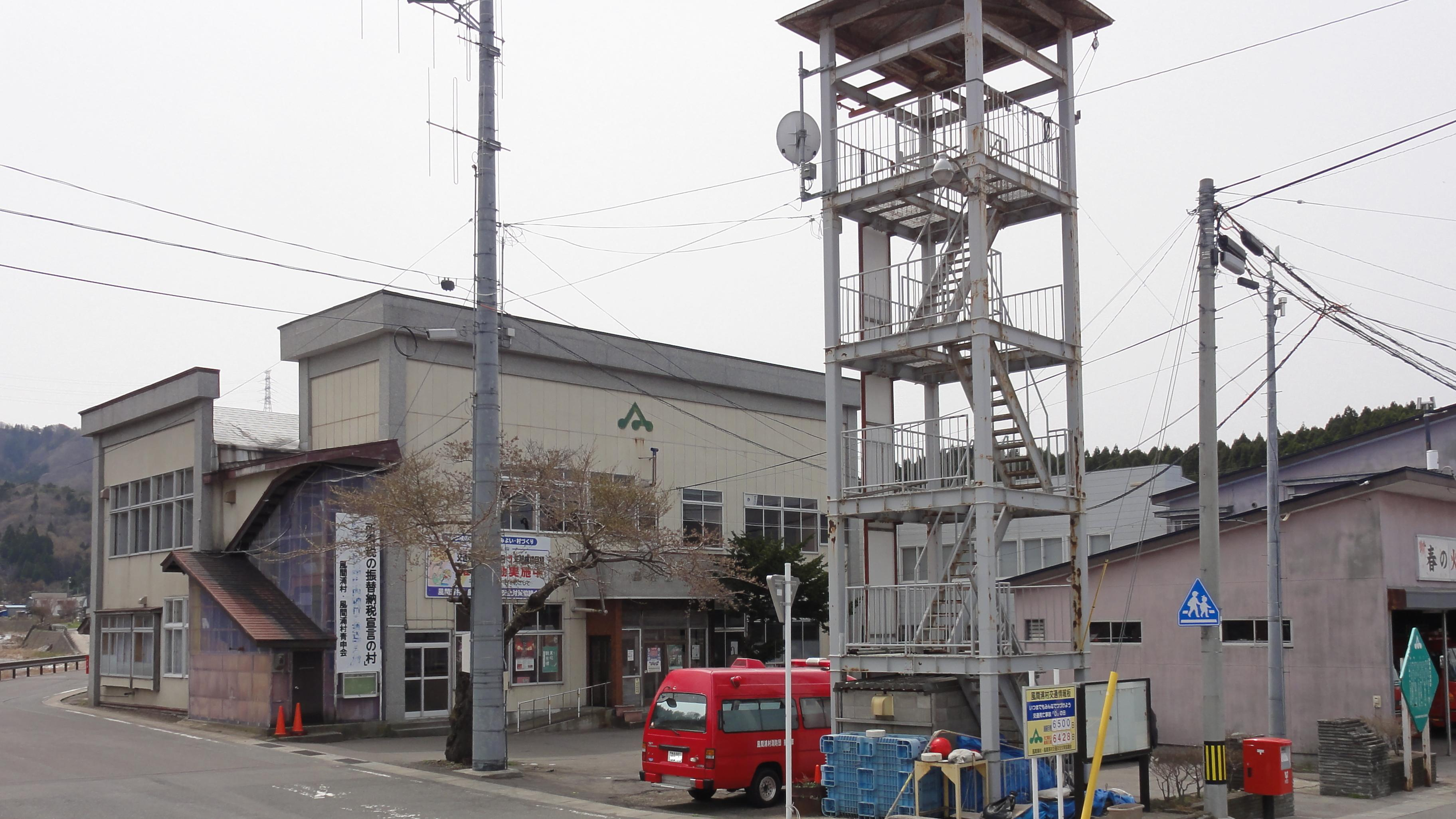
مبنى مجلس قرية كازاماورا

كازاماورا (باليابانية: 風間浦村، كازاماورا-مورا) قرية تقع في محافظة آوموري باليابان. بحلول 1 يونيو 2017، بلغ عدد سكانها 2,002 نسمة، بكثافة سكانية بلغت 28 شخص لكل كيلومتر مربع، موزعين على 942 أسرة. تبلغ المساحة الإجمالية للبلدة 69.55 كيلومتر مربع (26.85 ميل مربع).

## موقعها
تقع قرية كازامورا في أقصى شمال جزيرة هونشو، على الساحل الشمالي الغربي لشبه جزيرة شيموكيتا. ويفصلها عن جزيرة هوكايدو مضيق تسوجارو. يعد معظم القرية جزء من سلسلة جبال أوسورياما، مما جعل مساحة الأرض المسطحة صغيرة. يتدفق نهر إكوكوما عبر القرية. وتغطي الغابات حوالي 96 ٪ من المساحة الكلية لها. تتميز القرية بمناخ محيطي بارد يتميز بصيف قصير لطيف وشتاء بارد طويل مصحوباً بهطول ثلوج غزيرة ورياح شديدة. (حسب تصنيف كوبن للمناخ Cfa). يبلغ متوسط درجة الحرارة السنوية في كازامورا، 8.7 درجة مئوية. أما متوسط هطول الأمطار السنوي فهو 1,259 ملم مع كون سبتمبر أكثر الشهور الممطرة. وبالنسبة لدرجات الحرارة، يقف أعلى متوسط لها في أغسطس، عند حوالي 21.5 درجة مئوية، وأدنى درجة لها في يناير، عند -2.9 درجة مئوية.
تقع أغلب القرية ضمن حدود حديقة شيموكيتا هانتو كواسي الوطنية.

### البلديات المجاورة
- محافظة آوموري
  - موتسو
  - أوما

## إدارة مجلس القرية
- رئيس القرية: هيروكا تسوجيوكا (منذ 21 فبراير 2017)
- مجلس القرية: 8 أعضاء (6 أعضاء غير منتسبين، عضوان من الحزب الديمقراطي الدستوري)

## السكان
وفقاً لبيانات التعداد الياباني، فقد انخفض عدد سكان كازاماورا خلال الأربعين عاماً الماضية.
| سنة التعداد | السكان |
| ----------- | ------ |
| 1970        | 4,243  |
| 1980        | 3,917  |
| 1990        | 3,295  |
| 2000        | 2,793  |
| 2010        | 2,465  |

## تاريخها
تأسست كازاماورا مع إنشاء نظام البلديات في 1 أبريل 1889 من خلال دمج الضياع الصغيرة الثلاث؛ شيموفورو (下 風 呂 村)، إكوكوما (易 国 間) وهبيوركاني (蛇 浦 簡易)، مع أخذ القرية الجديدة رمز من رموز الكانجي من أسماء هذه القرى لتشكل الاسم «كازاماورا».

## اقتصادها
يعتمد اقتصاد كازاماورا بشكل كبير على قطع الأشجار والصيد التجاري بالأخص صيد؛ بطارخ قنفذ البحر، الكومبو والحبار.

## التعليم
يوجد في  كازاماورا ثلاث مدارس إبتدائية عامة حكومية ومدرسة إعدادية واحدة تديرهم حكومة القرية ولا يوجد بها مدرسة ثانوية.

## وسائل النقل

### السكة الحديدية
- تفتقر المدينة لخدمات السكك الحديدية للركاب وأقرب محطة قطار هي محطة شيموكيتا.

### الطرق السريعة
- طريق اليابان الوطني رقم 279

## البريد
- مكتب بريد كازاماورا (84037)
- مكتب البريد الدولي (84073)
- مكتب بريد هبيورا كاني (84713)
- مكتب بريد أوباتا (في مدينة موتسو) مسؤول أيضاً عن التجميع والتسليم في القرية.

## مناطق الجذب المحلية
- أونسن - شيموفورو منتجع ينابيع حارة للكبريت يشتهر بمنظر العديد من أضواء مصابيح قوارب الصيد التي تلمع على سطح مضيق تسوجارو بعد غروب الشمس.
- أونسن كواباتا، منتجع ينابيع حارة
- حديقة مضيق إيساريبي
- مركز الحبار - مركز لتوريد الحبار الطازج
- نهر إكوكوما - نهر جبلي مشهور بالمناظر الطبيعية الخلابة لموسم أوراق الشجر والصيد.

## وصلات خارجية
- الموقع الرسمي (باليابانية)